# 名單比例代表制
名單比例代表制（英語：List Proportional Representation，縮寫List PR）又稱政黨名單比例代表制（Party-list proportional representation），是比例代表制的一種投票制度。

## 概要
政黨提出候選人名單供選民圈選，依其政黨得票及當選商數來分配席次。優點是得票率低的小黨也可獲得席次；反之，缺點則易造成議會小黨林立，且投票對象是政黨，選民無法罷免當選人，需要該當選人主動辭職或者該黨把該當選人的黨籍去除才能夠將其解職（因為以政黨為單位），不過如果任期途中政黨解散，則可能保留原身分。
名單比例代表制容易造成小黨林立、議事效能不彰，在內閣制國家，政黨太多則會產生不穩定政府，內閣經常改組。
而且，名單比例代表制使無黨籍的候選人難以獨立方式進入議會。（需透過選舉聯盟等方式進入議會）
雖然分配公式很重要，但同樣重要的是地區規模（一個選區的席位數）。地區規模越大，選舉制度的比例就越大 - 在沒有選區的情況下最為成比例的是整個國家被視為一個單一的選區。
在法國，比例選舉中的黨派名單必須包括盡可能多的候選人（是部門選舉的替代人數的兩倍），因為要分配席位，而在其他國家，允許“不完整”的名單。而提名人數也要多於預測席次的候選人數才會確保選後任期的穩定。

## 種類

### 開放式名單
開放式名單（Open list），除政黨外選民可圈選名單中的候選人以決定當選順序，例如日本參議院選舉是選人及選黨，比利時眾議院選制為選人或選黨擇一，義大利眾議院則是依政黨公告名單填寫屬意候選人（至2013年，2018年起僅比例代表部分）。
其缺點為，因為選民可以自由選人，使得在地方上有名氣或是知名度高的人容易當選，對比較沒有知名度的新秀候選人或專業領域候選人不利，容易成為變相的「黨內」複數選區制（或者變相的黨內初選）。
另外，某些政黨會藉由少數人的高票獲得較多的席次使得票低的同袍也進入議會。或者某些政黨一些人即使表現較佳也會因為該黨總票數沒有達到門檻限制無法進入議會。

### 封閉式名單
封閉式名單（Closed list），名單候選人當選順序固定，選民只能圈選政黨，之後依政黨得票分配決定。例如中華民國的不分區立法委員、以色列與俄羅斯與等國的選舉制度。另外，目前中華民國單一選區兩票制以及其他並立制或聯立制有關比例代表制部分也採此種投票方式。
此制度需特別注意的是，政黨提出的候選人名單因為是照著排列順序遞補當選，也因此，名單的候選人本身就代表著政黨的「門面」，越前面的候選人其專業領域或是從政經驗等經歷就顯的很重要，也因此，若是政黨把名聲具爭議性的候選人排的太前面，會影響到其政黨的得票率。

### 自由式名單
自由式名單（英語：Free list），不像開放式名單僅能圈選一名候選人，而是與該區應選席次同額，選民可投給不同政黨名單的候選人，類似累積選舉制也可對名單上同一位候選人多投一票，因此又稱「混合連記投票」（Panachage）。例如瑞士、盧森堡選制。
其缺點也如同開放式名單一樣，地方上名氣高或是知名度高的候選人容易當選。但因為這些人的名氣高的候選人可能有限而狀況較為輕微。

## 門檻
前述比例代表制缺點，德國威瑪共和及法國第三、四共和等為此吃足苦頭，每個內閣平均任職約半年。法國在1958年第五共和改行两轮选举制，國會選舉，政黨候選人必須取得12.5%的得票率才可進入第二輪投票（若不到兩位達到條件則為兩位候選人）；德國聯邦議院及各聯邦州議會規定政黨須達到得票率5%門檻方可分配席次，之後其他國家為免國會出現太多政黨皆設得票門檻，例如丹麥2%、希臘3%、以色列3.25%，義大利、瑞典4%，中華民國、波蘭、匈牙利5%，土耳其7%。無法達到得票門檻的政黨均無法進入議會。
另外，日本等國雖然沒有設政黨門檻，但是其席位數也隱含一定程度的政黨門檻，例如日本20席就要大約5%才能夠分配席次，6席就要大約14%。日本也規定本次眾議院要獲得2%或分區得二席以上才有下次比例代表之資格，不然至少要在區域席次中提名區域席次中的20%人數才能參與。
有些還加上區域席次門檻，德國5% 或分區得三席以上，紐西蘭5%或分區得一席以上，南韓3%或分區得五席以上，日本2%或分區得二席以上。

## 多數獎勵
即使設定政黨得票門檻，仍不免有小黨林立的可能，因此少數國家採「多數獎勵」（majority premium）設計，在強化大党的優勢之餘，同時保障小党的生存空间。
目前希臘國會選舉實施的制度，由第一大黨可取得額外的紅利席次（bonus seats），第一大黨另外分配50席。義大利在2006-2018年间，第一大政黨聯盟在眾議院不足340席，遂予以分配至340席（54%）。但是到後來義大利因為選舉法分歧問題，於2018年改為單一選區兩票制的制度。

## 多餘選票
在選舉完畢後，若是某政黨的得票率較高，且該政黨候選人名單無法填補所分配到的席次（政黨票得票率>該黨比例代表人數/總比例代表人數席次），造成選票的浪費，出現多餘的選票，又稱做「爆票」，而且不管是否允許雙重提名、選舉所在種類、名單種類都有可能發生只是可能性不一。
在各國的法律都有不同的辦法，可能為：
- 直接缺額。不過要選舉時，各政黨都會提名多於預測席次的候選人數並且調整排列，以避免候選人或當選者因故放棄遞補或辭職等問題。
- 產生「多餘選票」的政黨在選舉結果確定後再額外提議員補足議員缺額。
- 按照分配方法分配給下一順位。例如10席次，以均數法[1]以第11順位之政黨補上，而最大餘額以11席次來分配再以相同方法來算出下一順位誰屬。

### 日本
日本作法則是將多出席位分給得票率最高且沒有分到任何席次的政黨，或根據席次計算方法分配給其他政黨。此情形在日本2005年、2009年和2017年的眾議院發生過。此外也會在名單中多提幾名議員避免發生此狀況。

### 中華民國
中華民國《公職人員選舉罷免法》第六十七條第四項與第六項為例，會直接以缺額辦理，另外，因為婦女當選名額不能少於二分之一（但政黨不分區名單之婦女候選人名額不受限制），也因此，若是該政黨的婦女候選人無法填補所分配到的婦女保障席次，也以缺席辦理；但由於政黨不分區席次僅佔全體席次的30.08%，加上沒有雙重提名規則以及各政黨都會提名多於預測席次的候選人數，以避免候選人或當選者因故放棄遞補或辭職，因此缺額情形從未發生過。
中華民國在2016年中華民國立法委員選舉中，時代力量頗具聲勢，但不分區立委僅提名了6位候選人，曾經一度傳出可能會「爆票」而浪費席次與選票。民主進步黨擔心時代力量得票過多，會使民進黨可能會失去4至5個不分區席次，導致民進黨難以實現立法院過半控制立法院。甚至需要組成聯合政府。
因此，民進黨在選舉後期喊出了「政黨票告急」，時代力量柯一正則反駁：「如果要讓他當選（柯一正於時代力量黨不分區名單排於第6位），預估需要200萬張的選票」按2016年選舉不分區需要取得5%的得票率，以現況來說是很困難的事。
選舉結果，最後民進黨在不分區贏得44%選票取得18席不分區，時代力量則獲得6.1%選票取兩席不分區立委作收。也因此，新黨即使在不分區取得4.2%得票率，仍無法跨越5%門檻進入立法院。
另外有些情況下不分區立委會如下變化
| 情況                       | 處理方式 | 參考 |
| -------------------------- | --- | --- |
| 犯組織犯罪防制條例喪失資格 | 該屆其缺額不予遞補。 | 《組織犯罪防制條例》14條第2項                                                                              |
| 犯其他罪嫌喪失資格         | 該屆其缺額予以遞補。 | 相關法條                                                                                                   |
| 政黨解散                   | 依政黨比例方式產生之全國不分區及僑居國外國民立法委員，自司法院憲法法庭判決生效之日或主管機關為解散公告之日起，喪失其資格。             | 《政黨法》30條                                                                                             |
| 政黨合併                   | 依政黨比例方式產生之全國不分區及僑居國外國民立法委員資格，不受影響。如有出缺時，依出缺人原屬政黨合併前登記之候選人名單按順位依序遞補。 | 《政黨法》31條                                                                                             |
| 喪失黨籍                   | 喪失立委資格 | 只有在《公職人員選舉罷免法》第71條規定「就職前」，「就職後和任期途中」則未明確規定。這成為一個爭議點之一。 |

### 香港
香港於1998至2016年間曾在香港立法會在地區直選部分實行名單比例代表制，稱「比例代表名單投票制」，但多個政黨均會分拆名單參選以獲更多議席。由於歷次選舉不少名單皆獲相若選票，若票源相近會導致浪費大量選票，從而使該名單無法進入議會。
2012年香港立法會選舉起，由於泛民主派各名單拒絕配票及互搶選票，導致在地區直選中，多個大選區即使得票比例較建制派高，議席卻較建制派少，以九龍東選區為最嚴重。此外，2012年及2016年選舉沒有一張名單可以取得多於一個議席，成為變相的不可轉移單票制。
因應2021年香港「完善」選舉制度，本選舉制度被廢除，改為採用不可轉移單票制。

## 席次計算
- 最高均數方法
- 最大餘額方法